# Дюсберг, Август
Август Дюсберг (нем. August Duesberg; 3 октября 1867, Гельзенкирхен — 12 ноября 1922, Вена) — австрийский скрипач.

## Биография
Учился в 1883—1887 гг. в Берлине, Висбадене (у Августа Вильгельми), Вюрцбурге, Вене, позднее совершенствовался в Брюссельской консерватории под руководством Эжена Изаи. В 1888—1889 гг. работал в Италии. С 1889 г. выступал как примариус Квартета Дюсберга; критика отмечала высокий художественный уровень этого состава и его вклад в пропаганду творчества Йозефа Райтера.
Наиболее известен как основатель (1891) и руководитель Первого венского народного квартета классической музыки (нем. Erste Wiener Volksquartett für klassische Musik), ставившего перед собой задачу популяризировать камерную музыку среди широкой публики (плата за посещение выступлений квартета была заметно ниже обычной). Квартет давал еженедельные концерты ранними воскресными вечерами, зачастую с включением в программу вокальных номеров и фортепианных пьес; выбор композиторов нередко был связан с текущими событиями музыкального календаря (юбилей Шуберта, визит в Вену Грига, смерть Брукнера), в то же время Дюсберг охотно исполнял произведения молодых композиторов, в том числе Вальтера Рабля и Арнольда Круга, а также Йозефа Богуслава Фёрстера.

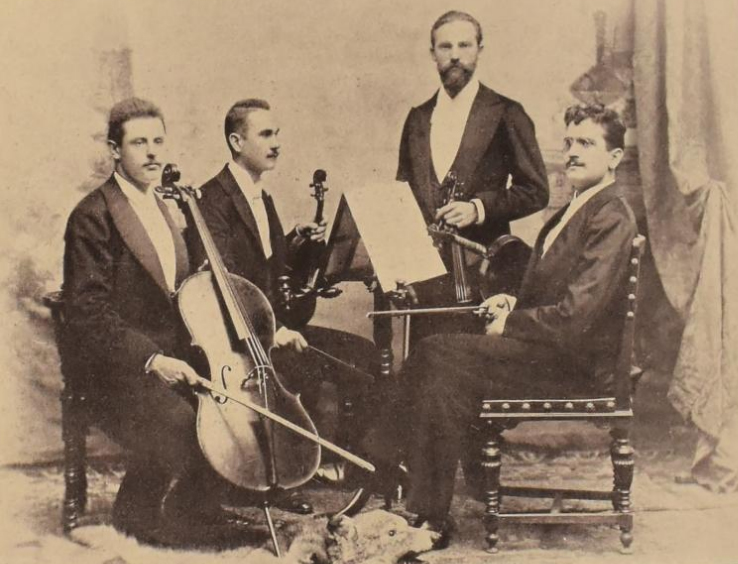
Квартет Дюсберга (1898, Дюсберг стоит)

Был женат с 1894 г. на пианистке Натали Дюсберг, ученице Юлиуса Эпштейна и Теодора Лешетицкого. В 1897 г. супруги Дюсберг открыли в Вене частную музыкальную школу. В 1910 г. Дюсберг опубликовал учебник скрипичной игры для начального уровня (нем. Neue Elementar-Violinschule, auf katechetischer grundlage). Сообщалось также об изобретении им собственной конструкции сурдины.
Летом 1914 года был удостоен муниципалитетом Вены Золотой медали Спасителя (нем. Große goldene Salvator-Medaille).
Дети — скрипачи Нора Дюсберг-Барановски и Херберт Дюсберг.